# Spiropoeus fischeri
Spiropoeus fischeri är en mångfotingart som beskrevs av Brandt 1833. Spiropoeus fischeri ingår i släktet Spiropoeus och familjen Spirostreptidae. Inga underarter finns listade i Catalogue of Life.